# Bror von Vegesack
Bror Viktor von Vegesack, född 19 oktober 1910 i Johannes församling i Stockholms stad, död 21 mars 1976 i Saltsjöbadens församling i Stockholms län, var en svensk friherre och militär.

## Biografi
von Vegesack avlade studentexamen i Linköping 1930. Han avlade officersexamen vid Krigsskolan 1933 och utnämndes samma år till fänrik vid Dalregementet, där han befordrades till löjtnant 1937. Han gick Allmänna artillerikursen vid Artilleri- och ingenjörhögskolan 1936–1938 och Högre artillerikursen där 1941–1943. År 1942 befordrades han till kapten i Fälttygkåren och samma år blev han aspirant i Generalstabskåren. Han överfördes till Fälttygkåren 1945 och var militärassistent vid Försvarets forskningsanstalt 1945–1948. År 1948 inträdde han i Generalstabskåren, varpå han tjänstgjorde i Infanteri- och kavalleriinspektionen vid Arméstaben 1948–1949 och vid Älvsborgs regemente 1949–1951. Han befordrades till major i Generalstabskåren 1951, varefter han var chef för Fotoanstalten vid Försvarsstaben 1951–1954 och stabschef vid staben i VI. militärområdet 1954–1958, befordrad till överstelöjtnant i Generalstabskåren 1955. Han studerade vid Försvarshögskolan 1957, överfördes till Livregementets grenadjärer 1958 och var chef för sambandsavdelningen hos United Nations Emergency Force och den svenska FN-bataljonen i Egypten 1958. År 1959 befordrades han till överste, varpå han var chef för Planeringssektionen vid Försvarsstaben 1959–1962 och chef för Dalregementet 1962–1971. Bror von Vegesack inträdde i reserven 1971. Han var delegat vid nedrustningskonferensen i Genève 1964 och 1965 och svenska regeringens observatör i Nigeria 1969.
von Vegesack invaldes 1950 som ledamot av Kungliga Krigsvetenskapsakademien.
von Vegesack var son till kaptenen friherre Viktor von Vegesack och hans hustru Vera Ångman. Han ingick äktenskap 1938 med Karin Hallberg (1914–1995). Makarna är begravda på Norra begravningsplatsen utanför Stockholm.

## Utmärkelser i urval
- Riddare av första klass av Svärdsorden, 1952.[13]
- Riddare av Vasaorden, 1955.[14]
- Kommendör av Svärdsorden, 6 juni 1963.[15]
- Kommendör av första klass av Svärdsorden, 6 juni 1967.[16]
- United Nations Emergency Force Medal.[3]